# Papio anubis
L'anubi o babbuino verde (Papio anubis Lesson, 1827) è un  primate della famiglia dei Cercopithecidae. Abita nelle savane, steppe e zone boschive.

## Descrizione

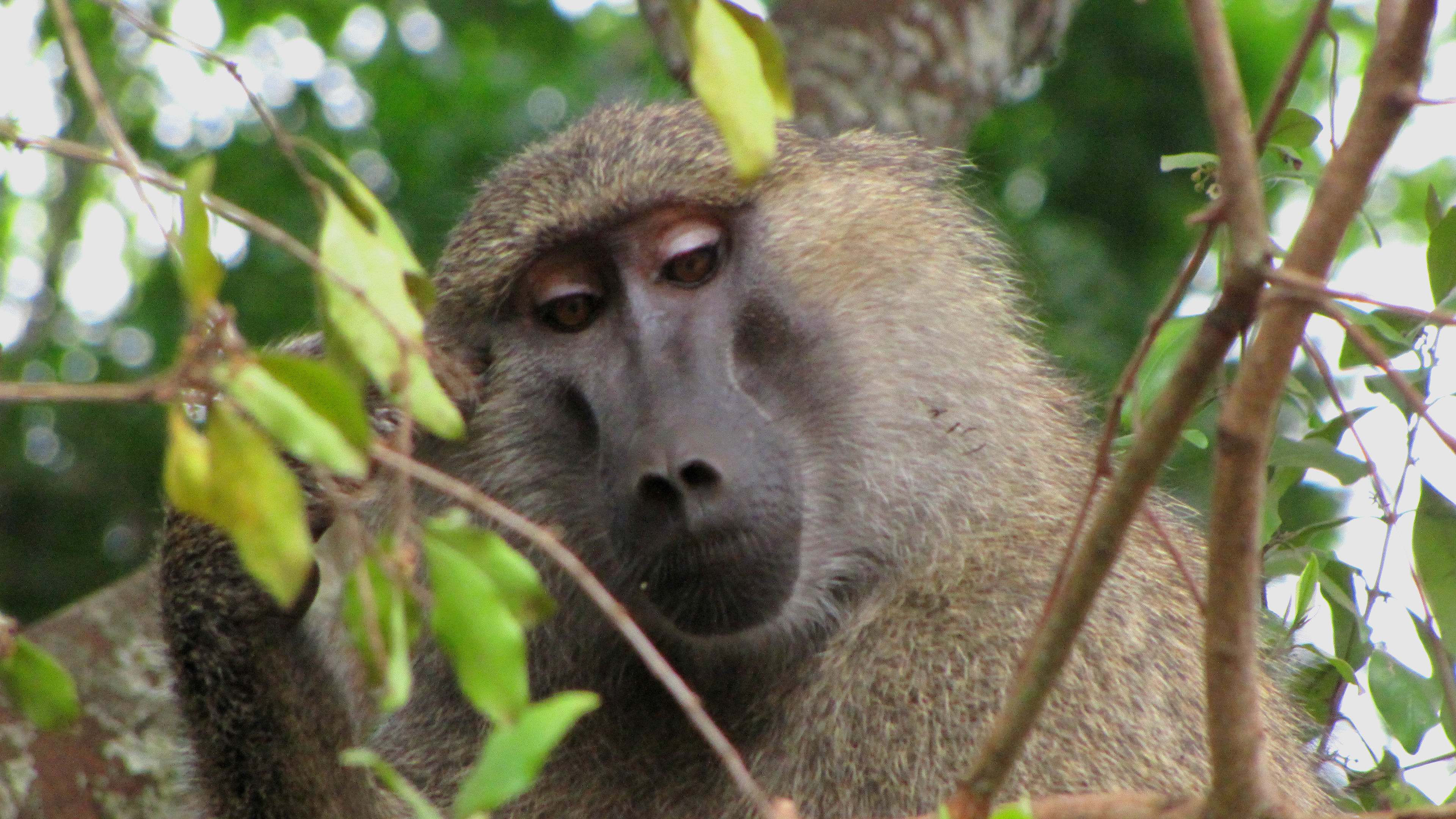
Esemplare maschio su un albero al Serengeti National Park, Tanzania

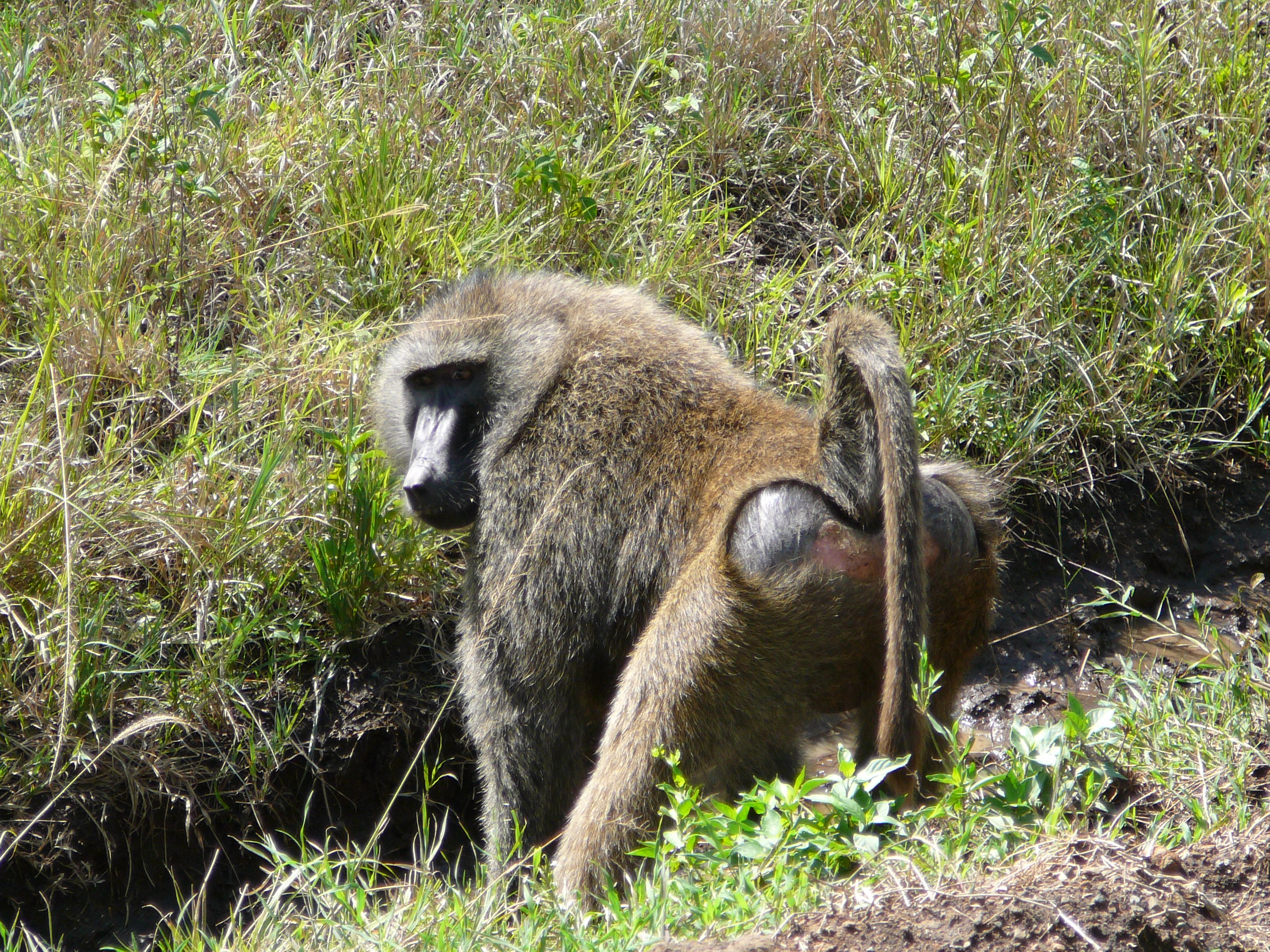
Esemplare di Anubi maschio

Il suo nome deriva dal dio Anubis che è stato spesso rappresentato con una testa di sciacallo o di lupo.
L'anubi non ha un volto piatto, ma lungo, a punta, come il muso di un cane. Infatti, insieme con il muso, la coda dell'animale (38-58 centimetri) e l'andatura a quattro zampe possono farli sembrare dei cani. 
L'anubi è un grande babbuino dal corpo robusto - circa un metro di lunghezza - dal dorso più alto nella parte anteriore; ha muso canino ben sviluppato provvisto di forte dentatura. I maschi sono più grandi delle femmine e hanno sul collo e sulle spalle una criniera di lunghi peli. La coda termina con un ciuffo di peli; le natiche sono nude con evidenti callosità ischiatiche.

## Biologia

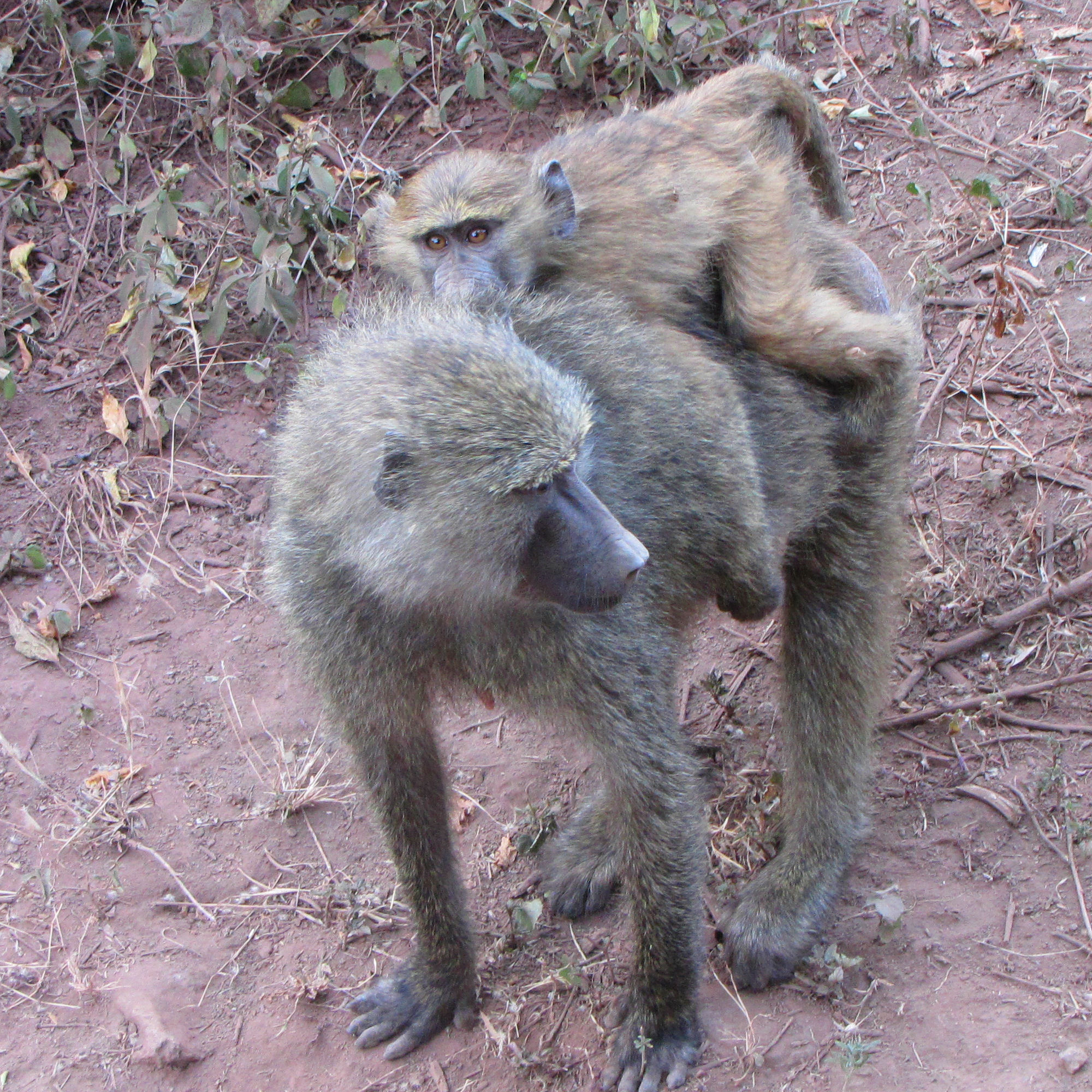
Esemplare femmina con un cucciolo sulla schiena al Serengeti National Park, Tanzania

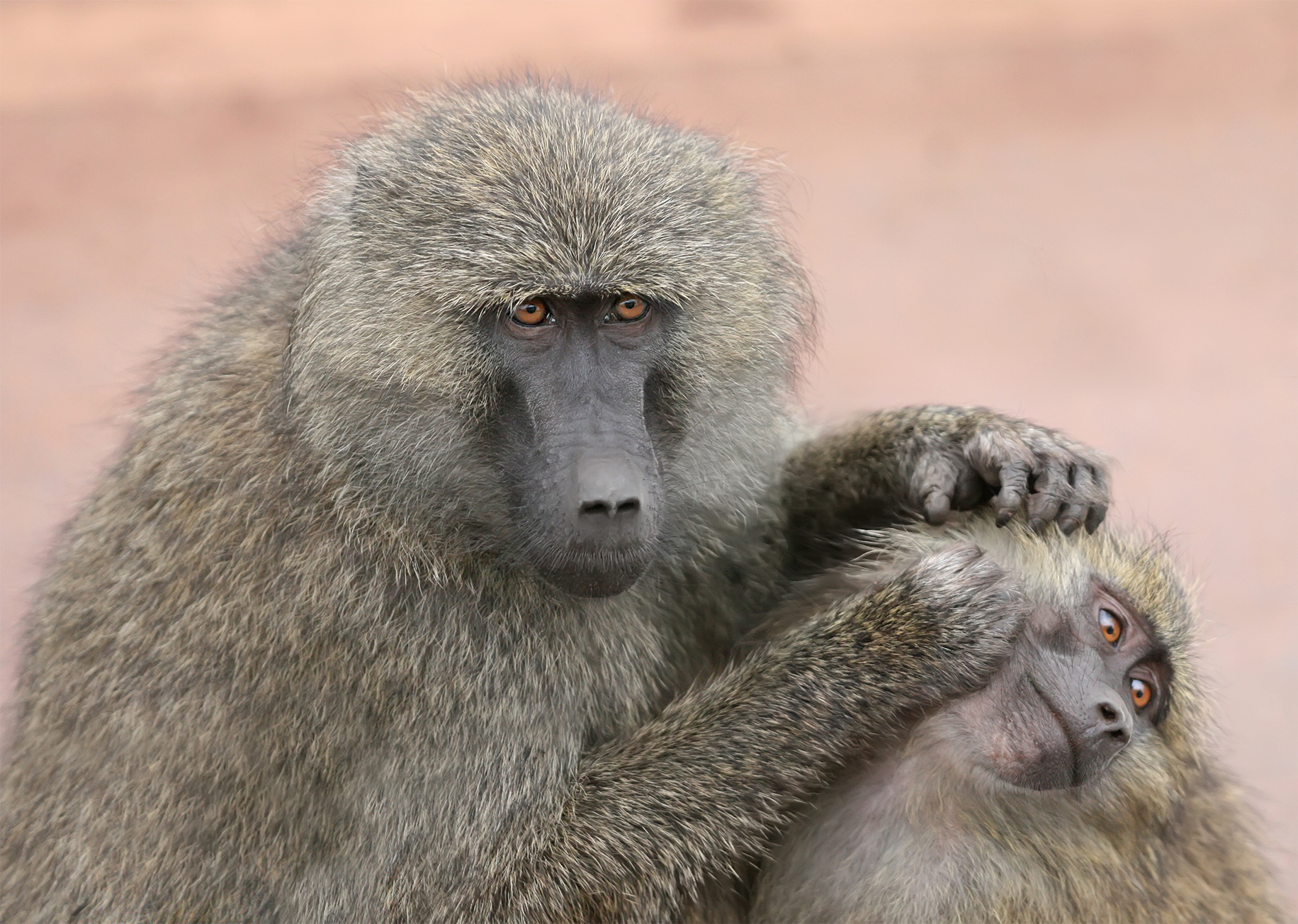
Due babbuini verdi intenti al grooming, riserva naturale di Ngorongoro (Tanzania)

Il babbuino anubi vive in gruppi di 15-150 esemplari, costituiti da alcuni maschi, molte femmine, e dai loro piccoli. Vi è una complessa gerarchia sociale simile a quella riscontrata in altri primati, come  gorilla e scimpanzé. Ogni babbuino ha una classifica sociale in qualche parte del gruppo, a seconda della sua posizione dominante. I maschi stabiliscono la loro posizione dominante con la forza. Spesso, quando grandi babbuini calano nella gerarchia sociale, si trasferiranno a un'altra tribù. È stato osservato che i maschi più giovani spesso molestano i più anziani. Sono onnivori e vivono di giorno mentre dormono sugli alberi o al sicuro su delle rocce la notte.

## Accoppiamento
Le femmine sono sessualmente mature a 7-8 anni, ed i maschi a 7-10 anni. L'inizio della loro ovulazione è un segnale per i maschi che lei è pronta. Durante l'ovulazione, la pelle della zona ano-genitale della femmina si gonfia e diventa color rosso acceso / rosa. Il gonfiore rende difficile la circolazione e aumenta la possibilità della femmina di infezioni o parassiti. Questo attrae i maschi che competono tra loro per vedere chi può accoppiarsi con la femmina.

## Distribuzione
L'anubi è diffuso nelle seguenti zone dell'Africa: Senegal, Repubblica Democratica del Congo settentrionale, Ghana, Etiopia, Kenya, Uganda, Tanzania settentrionale. Popolazioni si trovano anche in alcune regioni montuose del Sahara.